# Zachariáš Marek Markovský
Zachariáš Marek Markovský (1590 – 11. června 1670) byl soběslavský měšťan, politik, purkmistr a později primátor města Soběslavi.

## Životopis
Rod Markovských má kořeny v 2. polovině 15. století. Narodil se v roce 1590 a vyučil se řezníkem.
V roce 1612 koupil od Václava Libry dům v Choustnické ulici v Soběslavi. Svůj majetek v následujících letech nadále zvětšoval. Svůj majetek nabyl i svým prvním sňatkem s Evou Sumsarovou. Po její smrti se oženil podruhé, tentokrát s dcerou Václava Hrona, Žofií. Tím získal celé Smrčkovo a Hronovo jmění, včetně Smrčkova domu na soběslavském náměstí.
Během třicetileté války ubytovával na svých pozemcích některé vojáky. 
Dne 6. června 1625 přijal po Václavu Librovi úřad purkmistra a stal se členem městské rady. Později působil jako primátor města.
V roce 1650 nechal postavit kostel sv. Marka.
Dne 29. října 1657 zemřela jeho manželka Žofie. Společně měli dceru Annu, ta se avšak nedožila vysokého věku. Markovský později adoptoval dceru své sestry Kateřiny. 
Zemřel 11. června 1670 v Soběslavi ve věku 80 let a je pochován v kostele sv. Marka.